# Noël Cessieux

a Compétitions nationales et continentales officielles uniquement.

b Matchs officiels uniquement.

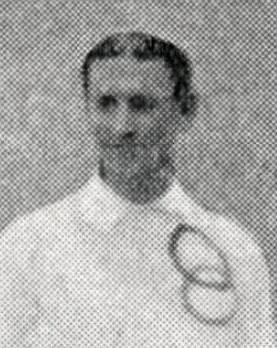
Noël Cessieux en janvier 1906.

Noël Cessieux, né le 22 décembre 1878 à Andance (Ardèche), décédé le 12 juillet 1948 à Valence (Drôme), est un joueur international français de rugby à XV, jouant au poste de troisième ligne centre.

## Biographie
Né à Andance, Noël Cessieux a disputé son premier et dernier test match le 1er janvier 1906, contre l'Équipe de Nouvelle-Zélande de rugby à XV.
Le 1er janvier 1906, l'équipe de France joue le tout premier match officiel de son histoire, dans l'ancien Parc des Princes, face à la Nouvelle-Zélande. En tournée dans les îles britanniques, les All Blacks ont accepté de faire un crochet par Paris. Après avoir joué un dernier match à Swansea le 30 décembre, ils prennent le bateau jusqu'à Boulogne-sur-Mer, puis le train jusqu'à la Gare du Nord. Malgré la fatigue du voyage et déjà trois mois de tournée au cours de laquelle ils ont gagné 31 de leurs 32 matchs, ils s'imposent facilement 38–8 face à la France devant 3 000 spectateurs. Les All Blacks dominent la première mi-temps, inscrivent quatre essais contre un réussi par Noël Cessieux, puis six nouveaux en fin de match. Le capitaine Henri Amand a l'honneur d'être le premier capé du rugby français, à noter la présence de l'Anglais William Crichton et de l'Américain Allan Muhr au sein de l'équipe de France. Noël Cessieux a la carte n°11 comme international français.

## Palmarès
- 1 sélection pour la France
- 1 essai avec les Français.
- Sélection par année : 1 en 1906

### Matchs internationaux
| #  | Date             | Lieu                     | Adversaire       | Résultat | Points marqués     | Competition |
| -- | ---------------- | ------------------------ | ---------------- | -------- | ------------------ | ----------- |
| 1. | 1er janvier 1906 | Parc des Princes (Paris) | Nouvelle-Zélande | 8-38     | 3 points (1 essai) | Test match  |